# ماتس ويلندر
ماتس ويلندر (بالسويدية: Mats Wilander)‏ مواليد 22 أغسطس 1964 في السويد، هو لاعب كرة مضرب سويدي سابق وكان يلعب باليد اليمنى بدأ مسيرته كمحترف عام 1981، اعتزال اللعب في 1996. سبق أن كان المصنف الأول عالمياً. كما أنه أحد أبطال الجراند سلام. ماتس ڤيلاندر واحد من خمسة لاعبين استطاعوا الفوز ببطولات من الأربعة الكبرى على ثلات أرضيات مختلفة (الملاعب الصلبة، والعشب، والترابية) معجيمي كونرز ، أندريه أجاسي ، رافاييل نادال ، والسويسري روجر فيدرير.

## بطولات حققها
- دورة رولان غاروس الدولية
- بطولة ويمبلدون
- بطولة أستراليا المفتوحة للتنس
- بطولة أمريكا المفتوحة للتنس

## روابط خارجية
- ماتس ويلندر على موقع رابطة محترفي التنس (الإنجليزية)
- ماتس ويلندر على موقع الاتحاد الدولي لكرة المضرب (الإنجليزية)
- ماتس ويلندر على موقع كأس ديفيز (الإنجليزية)
- ماتس ويلندر على موقع قاعة مشاهير كرة المضرب الدولية (الإنجليزية)
- ماتس ويلندر على موقع بطولة ويمبلدون (الإنجليزية)
- ماتس ويلندر على موقع خلاصة التنس.كوم (الإنجليزية)
- ماتس ويلندر على موقع إي إس بي إن.كوم (الإنجليزية)